# ملعب هيربيرت همفري ميترودوم
القبة الرياضية التي تقع في وسط مدينة منيابولس، مينيسوتا، الولايات المتحدة. تم افتتاحه في عام 1982، باسم ملعب متروبوليتان. هذا الملعب هو الملعب الرئيسي لفريق مينيسوتا فايكنجز في دوري كرة القدم الأمريكية منذ عام 1982، ولكن من المقرر أن يحل محله الملعب الجديد في الموقع الحالي.
أثناء مباراة لمينيسوتا فايكنغز سنة 2010، كانت قناة فوكس الرياضية توجه انتقادات لإدارة الملعب بسبب أن الملعب كان مكتظاً جداً والممرات والقبة الداخلية كانت مكتظة جداً ولأنه سيكون من الصعب على المشجعين لإجلاء في حال الطوارئ فإن هناك خطورة فيه. ولهذه الأسباب سوف يتم بناء ملعب جديد في نفس المكان سنة 2016.
هُدم الملعب في أوائل 2014 وبني في مكانه ملعب يو إس بنك [الإنجليزية].

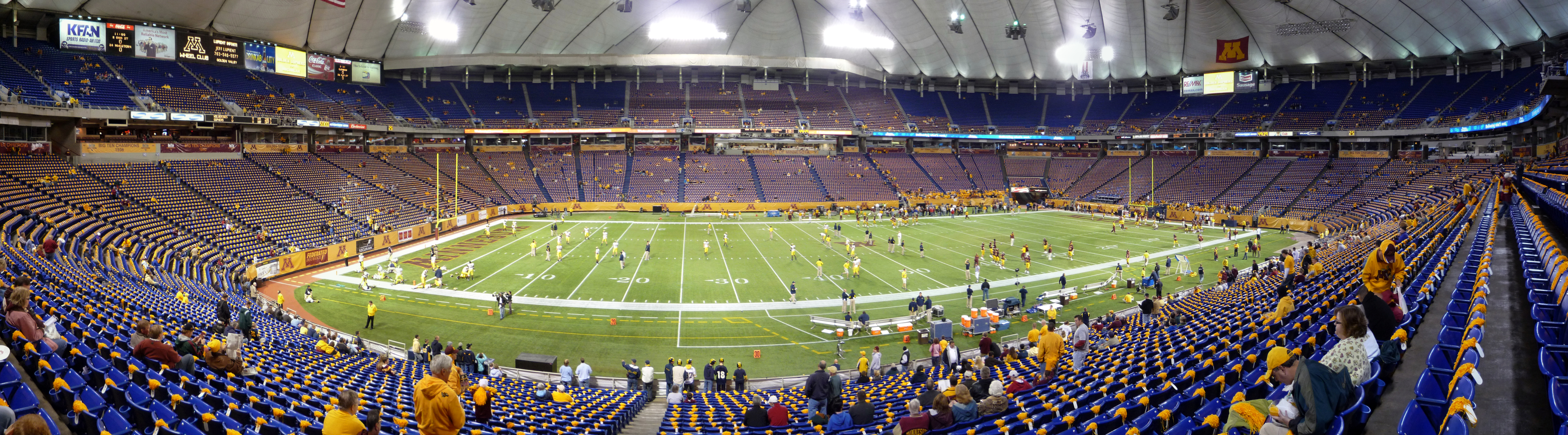
صورة لداخل الملعب وجماهير فريق مينيسوتا فايكينكز خلال تدريبات الفريق